# ایگناسیو زابال
ایگناسیو زابال (انگلیسی: Ignacio Zabal؛ زادهٔ ۱۴ فوریهٔ ۱۹۸۷) بازیکن فوتبال اهل اسپانیا است.
از باشگاه‌هایی که در آن بازی کرده‌است می‌توان به باشگاه فوتبال اوئسکا، باشگاه فوتبال نومانسیا، و باشگاه فوتبال اوساسونا اشاره کرد.